# Listă de formații post-punk revival
Post-punk revival este un tip de indie rock care simulează sunetul formațiilor de post-punk de la sfârșitul anilor 1970 și al formațiilor new wave  de la începutul anilor 1980 și îmbină elemente etilistice ale mișcărilor din anii 1990 ca shoegazing, Britpop, garage revival, și post-hardcore. T

## !
- ¡Forward, Russia!

## A
- A Place to Bury Strangers
- A Spectre Is Haunting Europe
- Action Action
- Ambulance LTD
- Apartment
- Apollo Heights
- Art Brut
- Astral
- Audra
- The Automatic
- Arctic Monkeys

## B
- Babyshambles
- Band of Skulls
- Battle
- be your own PET
- Beautiful Skin
- Bell Hollow
- Bellmer Dolls
- The Birthday Massacre
- The Black Angels
- Black Ice
- The Black Keys
- Black Kids
- Blacklist
- Black Rebel Motorcycle Club
- Black Wire
- Bloc Party
- The Blood Arm
- The Blood Brothers
- Born Ruffians
- The Boxer Rebellion
- The Bravery
- British Sea Power
- Boy Kill Boy

## C
- Cajun Dance Party
- Cansei de Ser Sexy (CSS)
- Ceremony
- The Chalets
- Chapel Club
- The Chavs
- Chromatics
- The Cinematics
- Cities In Dust
- Clearlake
- Clinic
- Clor
- The Cloud Room
- Cold War Kids
- Colder
- Communique
- The Cooper Temple Clause
- The Cribs
- Cut Copy

## D
- Datarock
- The Dead 60s
- Dead Disco
- Death from Above 1979
- The Death of a Party
- The Departure
- Dirty on Purpose
- Dirty Pretty Things
- Dragons
- The Dreaming
- The Drums
- Does It Offend You, Yeah?
- Dogs
- Dogs Die In Hot Cars
- Doll Factory
- Duchess Says
- Los Dynamite

## E
- Editors
- Elefant
- The Eighties Matchbox B-Line Disaster
- Empire of the Sun
- Enon
- Entertainment
- Erase Errata
- Every Move a Picture

## F
- The Faint
- The Fashion
- Film School
- Fine China
- Fight Like Apes
- Foals
- Franz Ferdinand
- The Fratellis
- Frausdots
- French Films
- French Kicks
- Friendly Fires
- Frog Eyes
- The Futureheads

## G
- Githead
- GoGoGo Airheart
- Good Shoes
- Goribor
- The Grates

## H
- Hard-Fi
- Hatcham Social
- The Hives
- Hot Hot Heat
- The Horrors
- Humanzi
- Hypernova

## I
- Ikara Colt
- I Love You But I've Chosen Darkness
- Interpol
- Infadels
- The Intelligence

## J
- The Jane Bradfords
- Japanese Cartoon
- Japanther
- Jarboli
- Jemina Pearl
- Jihad Jerry & The Evildoers
- The Joy Formidable

## K
- Kasabian
- Kaiser Chiefs
- The Kills
- The Killers
- Kings of Leon
- Kittens for Christian
- Klaxons

## L
- L'Arc-en-Ciel
- Lansing-Dreiden
- The Last Shadow Puppets
- Le Butcherettes
- Le Tigre
- Les Georges Leningrad
- Les Savy Fav
- Liars
- Lifelover
- The Light Brigade
- The Little Flames
- Little Man Tate
- Lomax
- The Long Blondes
- The Longcut
- Louis XIV
- Longwave
- Los Campesinos
- The Lost Patrol
- Love Is All
- Love of Diagrams
- Low Art Thrill

## M
- The Maccabees
- Made in Japan
- Mahogany
- Mannequin Depressives
- The Mary Onettes
- Maxïmo Park
- Men, Women & Children
- Metric
- Milburn
- Minus the Bear
- Monsters Are Waiting
- Moving Units
- Morningwood
- Murder By Death
- Mystery Jets

## N
- Names Are For Tombstones
- The Naked and Famous
- The National
- Neils Children
- Neptune
- New Young Pony Club
- Nežni Dalibor
- Noisettes
- Nouvelle Vague[1]
- Numbers

## O
- Obojeni Program
- OK Go
- The Open
- The Organ
- The Oxfam Glamour Models

## P
- Passion Pit
- Phoenix
- The Pigeon Detectives
- Pilot to Gunner
- Pink Grease
- The Pink Spiders
- Pin Me Down
- P.K. 14
- Placebo
- Polysics
- The Postal Service
- Pretty Girls Make Graves
- The Prids
- The Photo Atlas

## Q
- Q and Not U

## R
- Radio 4
- The Rakes
- The Rapture
- The Rascals
- Razorlight
- Revolting Cocks
- Repetitor
- The Rifles
- Rival Schools
- The Robocop Kraus
- Rock Kills Kid

## S
- Savages
- Scatter The Ashes
- Selfish Cunt
- Serena Maneesh
- She Wants Revenge
- Shiny Toy Guns
- SHITDISCO
- Shoot Out the Lights
- Six Finger Satellite
- Sledgeback
- Sleepmask
- Sluts of Trust
- Snow Patrol
- Snowden
- The Sounds
- Spoon
- Starflyer 59
- The Static Jacks
- Stellastarr*
- The Stills
- Stylex
- The Strokes
- Supernaut

## T
- Tegan and Sara
- Tereu Tereu
- The Temper Trap
- The Thermals
- These New Puritans
- Three Dollar Bill
- Thriving Ivory
- Thunderbirds are Now!
- Titus Andronicus
- Tokyo Police Club
- The Tossers
- Trembling Blue Stars
- TV on the Radio
- The Twilight Sad
- Twisted Wheel
- Two Door Cinema Club
- Turpentine

## U
- The Unicorns

## V
- The Vaccines
- Vampire Weekend
- Van She
- Tom Vek
- Vernian Process
- VHS or Beta
- The Vines
- The Violets
- The Virgins
- Vola and the Oriental Machine
- Vue

## W
- The Walkmen
- Walter Meego
- The Warlocks
- Weep
- We Are Scientists
- White Lies
- White Rabbits
- White Rose Movement
- The White Stripes
- Wild Beasts
- Wilderness
- Witch Hats
- The Wombats
- Wolf Parade

## X
- Xiu Xiu
- The xx
- XX Teens

## Y
- Yeah Yeah Yeahs
- The Young Knives
- The Young Werewolves

## Z
- zZz